# 李枝秀
李枝秀（？—？），號達亭，直隶广平府肥乡县人，明朝政治人物。

## 生平
万历二十二年（1594年）甲午科順天乡试舉人，萬曆二十九年（1601年）辛丑科進士， 刑部觀政，授官汶上县知县，三十二年考察降调，三十三年補太仓州判官，三十四年升沂阳知縣，三十六年调渭南县，三十八年升南刑部主事，三十九年升郎中，四十二年起刑部浙江司郎中，四十五年補户部郎中，萬曆四十七年（1619年）升鳳陽府知府。天启二年以大计被糾去職。

## 家族
曾祖李慧；祖李凤，寿官；父李应春，庠生。弟李枝蕃，万历己酉科举人。